# Spilopteron subflaviapicus
Spilopteron subflaviapicus är en stekelart som beskrevs av Wang och Huang 1993. Spilopteron subflaviapicus ingår i släktet Spilopteron och familjen brokparasitsteklar. Inga underarter finns listade i Catalogue of Life.